# Tipula cava
Tipula cava là một loài ruồi trong họ Ruồi hạc (Tipulidae). Chúng phân bố ở vùng sinh thái Palearctic.
- Tư liệu liên quan tới Tipula cava tại Wikimedia Commons